# Grafschaft Stolberg

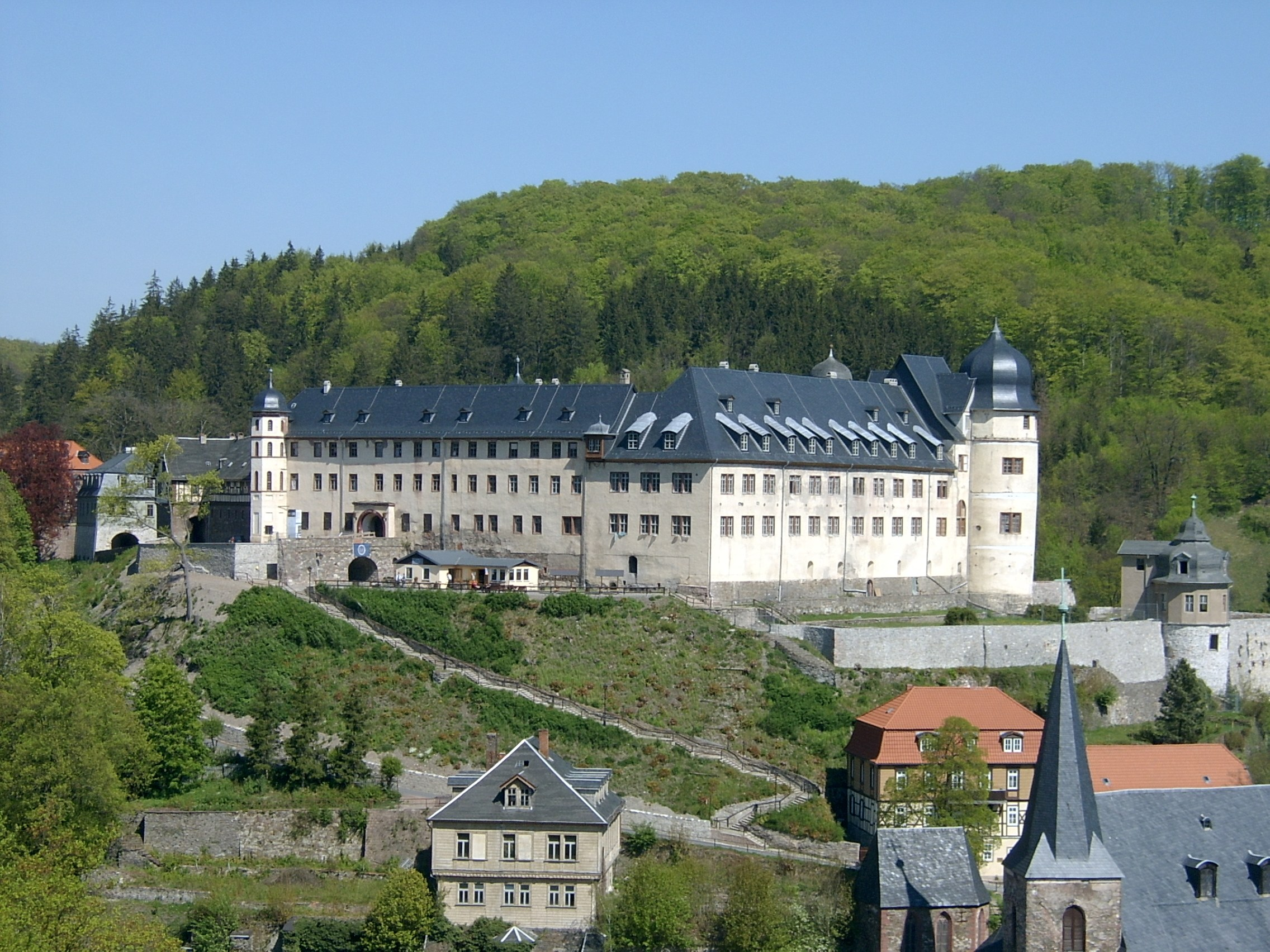
Residenz- und Stammschloss der Grafen zu Stolberg

Die Grafschaft Stolberg war ein Territorium des Heiligen Römischen Reichs deutscher Nation. Sie befand sich durchgängig im Besitz der 1210 erstmals urkundlich erwähnten Grafen zu Stolberg, deren Südharzbesitzungen vom Kurfürstentum Sachsen 1730/31 unter Kurfürst August dem Starken mediatisiert worden sind. Als Grafen verloren die Stolberger mit der Auflösung des Alten Reiches 1806 die ihnen bis dahin noch verbliebene Reichsunmittelbarkeit. Nach dem Wiener Kongress ging die Grafschaft Stolberg, die sich 1706 in die beiden Teilgrafschaften Stolberg-Stolberg und Stolberg-Roßla aufgespaltet hatte, im Königreich Preußen auf und wurde in den Kreis Sangerhausen der preußischen Provinz Sachsen integriert.
Im Vergleich zu der seit 1429 den Grafen zu Stolberg gehörenden Herrschaft Wernigerode im Nordharz verfügte die Grafschaft Stolberg über kein einziges Kloster innerhalb ihrer Grenzen, dafür jedoch über wesentlich mehr Ortschaften.
Stadt und Schloss Stolberg (Harz) bildeten den eigentlichen Kern der Grafschaft Stolberg, die sogenannte Stammgrafschaft Stolberg. Diese war seit dem 14. Jahrhundert ein Lehen des Erzbischofs von Mainz. Doch blieb Mainz nicht der einzige Lehnsherr der Grafen zu Stolberg.

## Geographische Lage
Die Grafschaft Stolberg mit den späteren Teilgrafschaften Stolberg-Stolberg und Stolberg-Roßla lag im Südharz. Das Gebiet wurde im Norden von der Selke und im Süden von der Helme tangiert. Im Westen durchzog das Tal der Thyra die Grafschaft.
Das Gebiet der beiden Grafschaften liegt heute zum größten Teil im Westen des Landes Sachsen-Anhalt. Die meisten Orte bilden heute die Gemeinde Südharz im Landkreis Mansfeld-Südharz. Die beiden Orte Wolfsberg und Breitenbach sind heute Stadtteile von Sangerhausen (Landkreis Mansfeld-Südharz). Straßberg gehört zur Stadt Harzgerode im Landkreis Harz.
Die westlichen Orte Ebersburg und Herrmannsacker bilden heute die Gemeinde Herrmannsacker, Stempeda und Rodishain gehören heute zur Stadt Nordhausen, welche alle im Landkreis Nordhausen (Freistaat Thüringen) liegen.

## Angrenzende Herrschaften
| Herzogtum Braunschweig-Wolfenbüttel (Grafschaft Blankenburg) | Fürstentum Anhalt-Bernburg                                        |                                          |
| Kurfürstentum Hannover (Exklave Ilfeld)                      | Kompassrose, die auf Nachbargemeinden zeigt                       | Grafschaft Mansfeld                      |
|                                                              | Amt Kelbra (Teilbesitz mit dem Fürstentum Schwarzburg-Rudolstadt) | Kurfürstentum Sachsen (Amt Sangerhausen) |

## Lehnsüberlassung an die Landgrafen von Thüringen
Im März 1392 kam es in Sangerhausen zu einer folgenreichen persönlichen Begegnung zwischen dem Landgrafen Balthasar von Thüringen und Graf Heinrich zu Stolberg. In der Bergstadt Sangerhausen hatte Balthasar 1391 die Münzstätte Sangerhausen errichten lassen. Um deren kontinuierlichen Betrieb zu gewährleisten, war ein entsprechender Rohstofffluss erforderlich. Die Grafschaft Stolberg rückte dadurch in die unmittelbare Interessensphäre des Landgrafen aus der Hause Wettin.

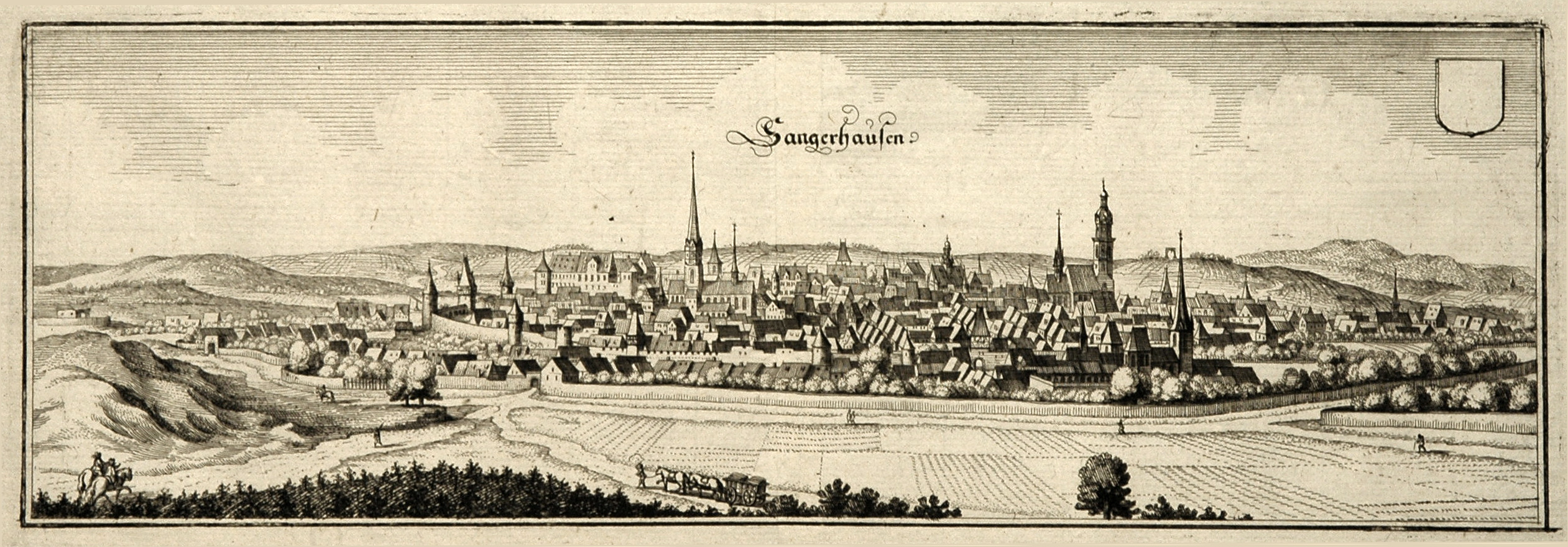
In Sangerhausen fand 1392 der Vergleich statt

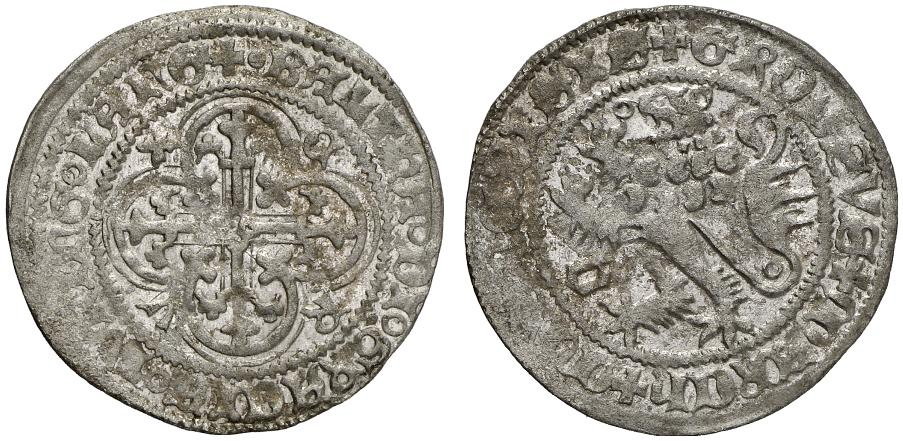
Fürstengroschen Landgraf Balthasars von Thüringen aus der Münzstätte Sangerhausen

Das Ergebnis des gemeinsamen Treffens waren zwei Vergleiche, die die Stolberger in ein nachhaltiges Abhängigkeitsverhältnis zu den Wettinern brachten. Am 5. März 1392 verpflichtete sich Graf Heinrich zu Stolberg, seine Schlösser Ebersberg, Roßla und Oberröblingen nebst Zubehör innerhalb von acht Tagen dem Landgrafen vor Gericht aufzulassen. Woraufhin der Landgraf ihn und seine Erben, egal ob Söhne oder Töchter, mit diesen Besitzungen belehnen und ihm die Summe von 300 Schock Kreuzgroschen Freiberger Währung und alle seine Güter und Zinsen in den Dörfern Ringleben und Riethnordhausen überlassen sollte. Des Weiteren verschrieb Graf Heinrich zu Stolberg am gleichen Tag dem Landgrafen den halben Zehnt von allen Gold- und Silberbergwerken in der Grafschaft Stolberg und darüber hinaus in den anderen Herrschaften des Hauses Stolberg. Das abgebaute Gold und Silber sollte nur in der landgräflichen Münze in Sangerhausen oder wo der Landgraf es haben wollte, verarbeitet werden. Die Fürstengroschen Landgraf Balthasars waren die häufigsten Gepräge aus diesem Silber. Im gesamten Herrschaftsbereich der Stolberger Grafen sollte dem Landgrafen freigestellt sein, eigene Bergbeamte für die Gold- und Silbererzgänge einzusetzen, die nach dem Freiberger Bergrecht handeln. Hinsichtlich aller anderer Erzförderung außer Gold und Silber räumte der Stolberger Graf dem Landgrafen kein Recht in seinen Gebieten ein.
Die Gründe, die den Grafen Heinrich zu Stolberg bewogen haben, solche tiefen Einschnitte in seine Rechte hinzunehmen, sind nicht bekannt. Einerseits wird vermutet, dass dahinter ein großer äußerer Zwang gestanden haben muss. Andererseits sind noch andere Ursachen denkbar. So erhielt er dafür auch eine damals stets willkommene finanzielle Entschädigung, ferner ist im Vertragstext ausdrücklich der Verteidigungsschutz verankert. Die äußere Sicherheit war für die Konsolidierung der stolbergischen Herrschaft von großer Bedeutung und so ist es nicht verwunderlich, dass die Grafen zu Stolberg gemeinsam mit den Markgrafen von Meißen und Landgrafen von Thüringen im ersten Viertel des 15. Jahrhunderts an mehreren Landfriedensbünden beteiligt waren. Die negativen Auswirkungen, die dieses Lehnsverhältnis in der Folgezeit haben würde, waren zum damaligen Zeitpunkt noch nicht abzusehen. Die 1392 hingenommenen Einschränkungen im stolbergischen Bergbau auf Gold- und Silbererze scheinen jedoch schon von Anfang an belastend für die Stolberger Grafen gewesen zu sein, die im Laufe des 15. Jahrhunderts mehrfach erfolglos versuchten, sich gegen diese Abhängigkeit aufzulehnen.

## Grafschaft Stolberg und Landgrafschaft Thüringen im 15. Jahrhundert

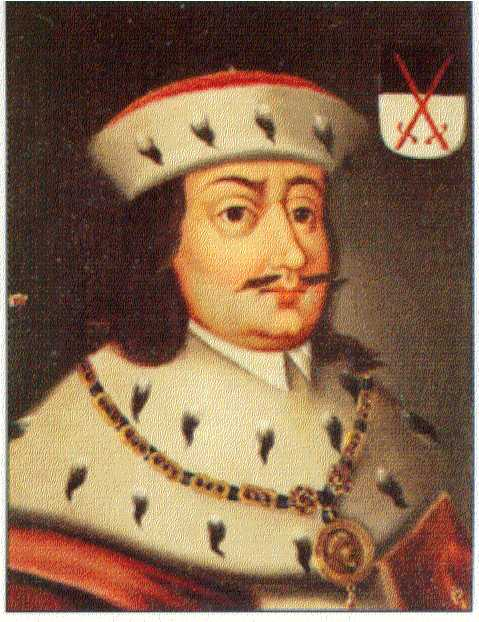
Kurfürst Friedrich II. von Sachsen

Graf Botho zu Stolberg war in den 1430er Jahren als Hofmeister des Kurfürsten Friedrich II. von Sachsen tätig, bevor er dieses Amt an Graf Ernst von Gleichen abtrat und sich auf seine eigenen Besitzungen nach Stolberg zurückzog.
Der jüngere Bruder des Kurfürsten, Herzog Wilhelm III. von Sachsen, drängte durch seine ungestüme Lebensart und durch sein Streben nach finanziellem Nutzen danach, an der Regierung über die sächsischen Lande beteiligt zu werden. Er betrachtete Thüringen als sein Herrschaftsgebiet und nahm daher seit 1443 in Weimar seinen ständigen Hofhaltungssitz. Seitdem er in Weimar residierte, versuchte er, sich in Thüringen eine entscheidende Machtbasis aufzubauen und spekulierte darauf, bei der angestrebten Besitzteilung die Landgrafschaft Thüringen zu erhalten. Obwohl er noch am 11. Juli 1444 mit Friedrich einen Vertrag über die gemeinsame Regierung auf drei Jahre abgeschlossen hatte, bestand Wilhelm bereits im Folgejahr 1445 auf eine Teilung des Besitzes, woraufhin die Altenburger Teilung erfolgte.
Bereits 1444 hatte es im thüringischen Weißensee ein Treffen gegeben, auf dem mehrere thüringische Grafen und Herren sowie städtische Vertreter über Missstände im Land verhandelten. Diese Beratungen wurden 1445 fortgesetzt. So liegt eine Einigung vom 14. September 1445 zwischen den Grafen Botho zu Stolberg, Ernst von Gleichen, Günther von Beichlingen, Heinrich von Schwarzburg und Günther von Mansfeld mit Herzog Wilhelm vor, letzteren als ihrem natürlichen Erbherrn in den Irrungen um sein Erbe mit Leib und Gut behilflich sein zu wollen, während dieser versprach, sie und ihre Herrschaften zu schützen. Diese zeitgenössische Erklärung in Vorbereitung des Sächsischen Bruderkrieges wurde fast 300 Jahre später von sächsischer Seite als Submissionserklärung der Stolberger interpretiert.
Im Halleschen Machtspruch vom 11. Dezember 1445 hatten die sächsischen Landstände eine veränderte Landesteilung erreicht. Im Teilungsregister wird die Grafschaft Stolberg namentlich unter denjenigen Gebieten genannt, die Herzog Wilhelm III. zugesprochen wurden. Dieser Fakt wurde seit dem 16. Jahrhundert von den sächsischen Kurfürsten mehrfach herangezogen, um die Unterordnung der Grafen zu Stolberg unter die Landgrafen von Thüringen zu beweisen. Im genannten Register heißt es u. a.: Nehml. vor einen Theil das Fürstenthumbs und Land zu Thüringen mit dem hernachbe-nannten seinen Schlößern und Städten, bey Nahmen Wartberg, Isenach, Kreuzberg, Schwarzwalde, mit den Grafschaften Stolberg, Beichlingen, Gleichen, Hohnstein, Querfurth und allen andern Herrschaften.

## Bauernkrieg 1525

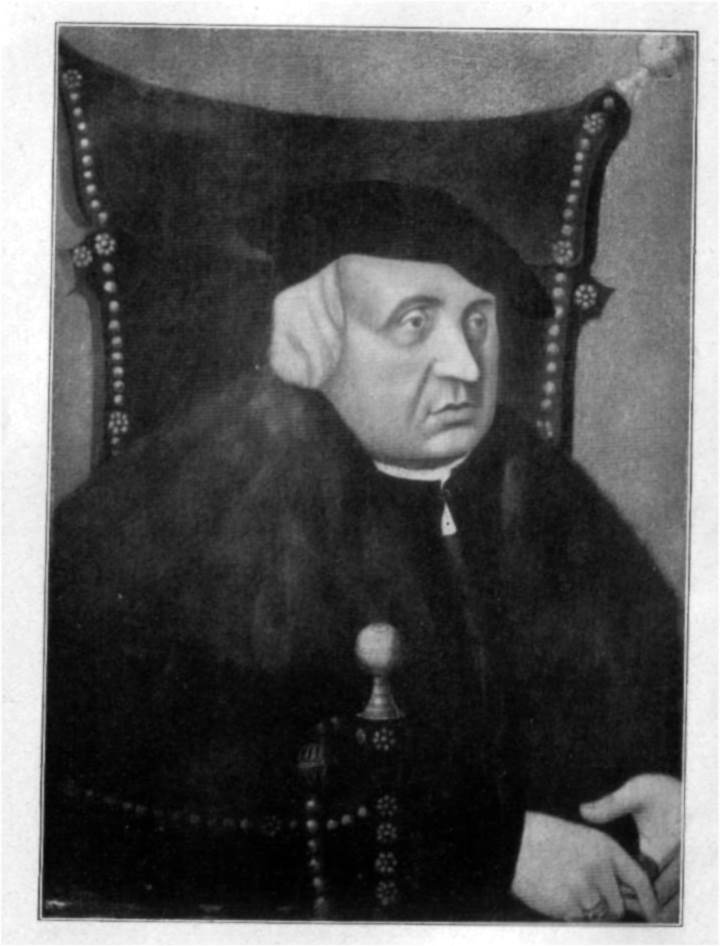
Graf Botho zu Stolberg

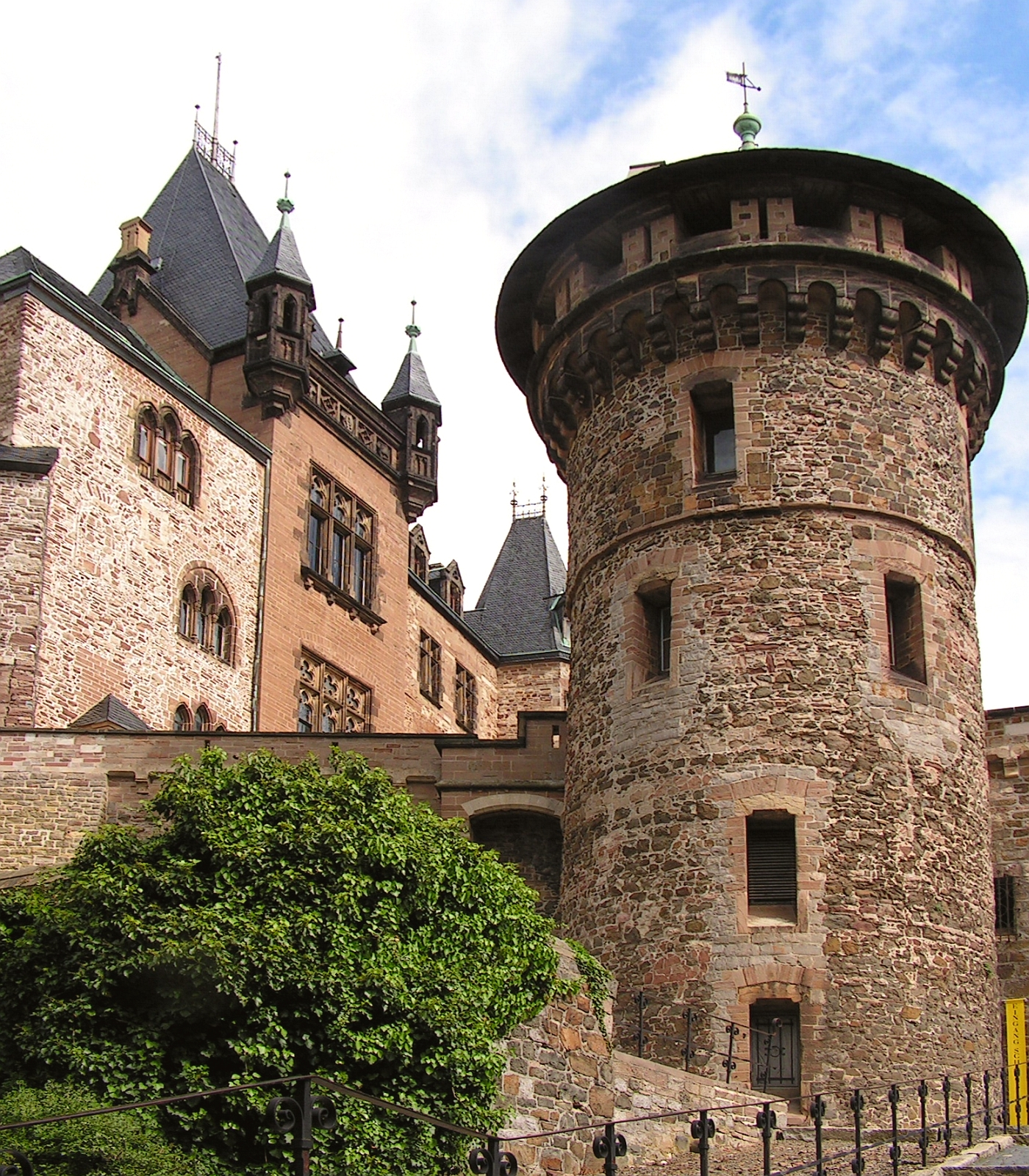
Botho flüchtete auf das besser befestigte Schloss Wernigerode

Nach dem Ausbruch des Deutschen Bauernkrieges in Thüringen drangen im April 1525 mehrere aufständische Bauern in die Stadt Stolberg ein und zogen gemeinsam mit Angehörigen des Rates und zahlreichen unzufriedenen Bürgern der Stadt vor das gräfliche Schloss. Dort wurden Graf Botho zu Stolberg ihre in Artikelform niedergeschriebenen Forderungen gegen die Beseitigung offenkundiger Missstände übergeben, deren Anerkennung er vertraglich geloben sollte. Graf Botho beugte sich der Gewalt, weil er der Meinung war, was andere Fürsten und Herren täten, das wolle er auch tun, doch sollten die Aufständischen damit zufrieden sein. Anschließend zog es Graf Botho vor, heimlich das unsichere Stolberg zu verlassen und auf das Schloss Wernigerode in seiner Grafschaft Wernigerode zu flüchten, wo er am 1. Mai 1525 eintraf. Die anschließenden Ereignisse werden in der Literatur unterschiedlich geschildert. Während Eduard Jacobs davon ausging, dass Graf Botho längere Zeit in Wernigerode weilte, geben Karl Meyer und Doris Derdey an, dass er alsbald nach Stolberg zurückkehrte, weil die inzwischen auf ca. 1500 Personen angewachsenen Aufständischen drohten, sein Schloss zu stürmen und seine dort zurückgebliebene Ehefrau Anna und die Kinder zu töten.

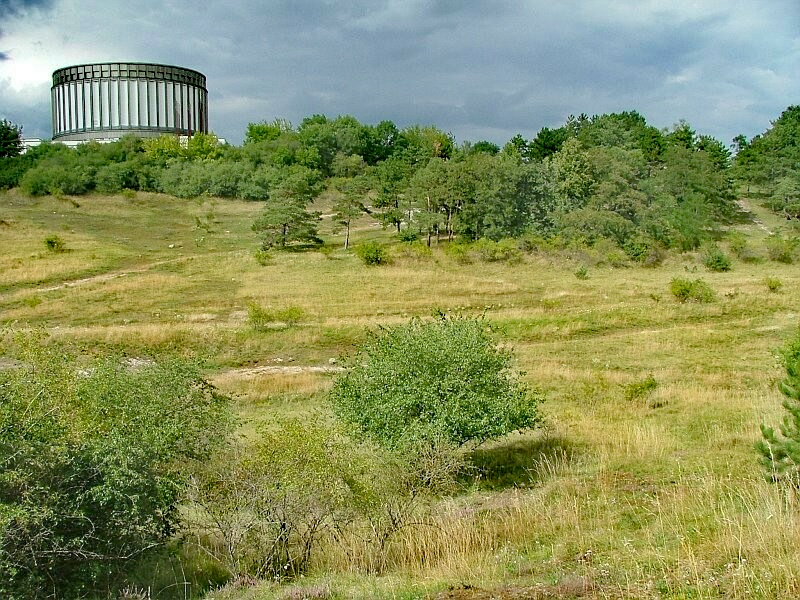
Schlachtberg bei Frankenhausen

Nachdem Herzog Georg von Sachsen von den Bauernunruhen in Thüringen Kenntnis erhalten hatte, forderte er Graf Botho zu Stolberg und andere thüringische Fürsten und Grafen auf, ihm und den sich gegen die Bauern verbündeten Fürsten bewaffnete Hilfe zu leisten. Graf Botho beauftragte daraufhin am 11. Mai 1525 seinen in Stolberg befindlichen ältesten Sohn Wolfgang, sich mit 20 Reiter und 50 Mann zu Fuß zur Unterstützung der Streitmacht des Herzogs Georg bereitzuhalten. Bevor es jedoch zu einem Einsatz kam, wurde Graf Wolfgang von Bürgern aus Stolberg und Abgesandten des Bauernheeres genötigt, persönlich nach Frankenhausen zu kommen und sich nicht dem fürstlichen Heer anzuschließen, widrigenfalls würden die Dörfer der Grafschaft Stolberg verwüstet werden. Ohne Rücksprache mit seinem abwesenden Vater zu nehmen, ließ sich Graf Wolfgang darauf ein und ritt nach Frankenhausen. Im Bauernlager angekommen, gelobte er wie sein Vater, die Artikel der Bauern anzuerkennen. Als er jedoch zurückkehren wollte, nahmen die Bauern ihn und seine Begleiter als Geiseln, Mathern von Gehofen und zwei weitere Kundschafter des Grafen Ernst von Mansfeld töteten sie sogar und forderten von Graf Botho die Lieferung von Geschütz und Pulver. Zur Rettung seines Sohnes ließ Graf Botho eine Steinbüchse und ca. 20 Pfund Pulver nach Frankenhausen liefern, sein Sohn wurde jedoch nicht freigelassen.
Als am 15. Mai 1525 das Bauernheer in der Schlacht bei Frankenhausen von den fürstlichen Truppen besiegt wurde, wurden Graf Wolfgang und seine Begleiter mit den Bauern gefangen genommen. Der junge Graf musste nun unter dem Zorn des Herzogs Georg von Sachsen leiden. Es kostete viel Zeit, um die tatsächlichen Verhältnisse aufzuklären und wieder normale Beziehungen zwischen Herzog Georg und den Stolberger Grafen wiederherzustellen.

## Dresdner Vergleich von 1568

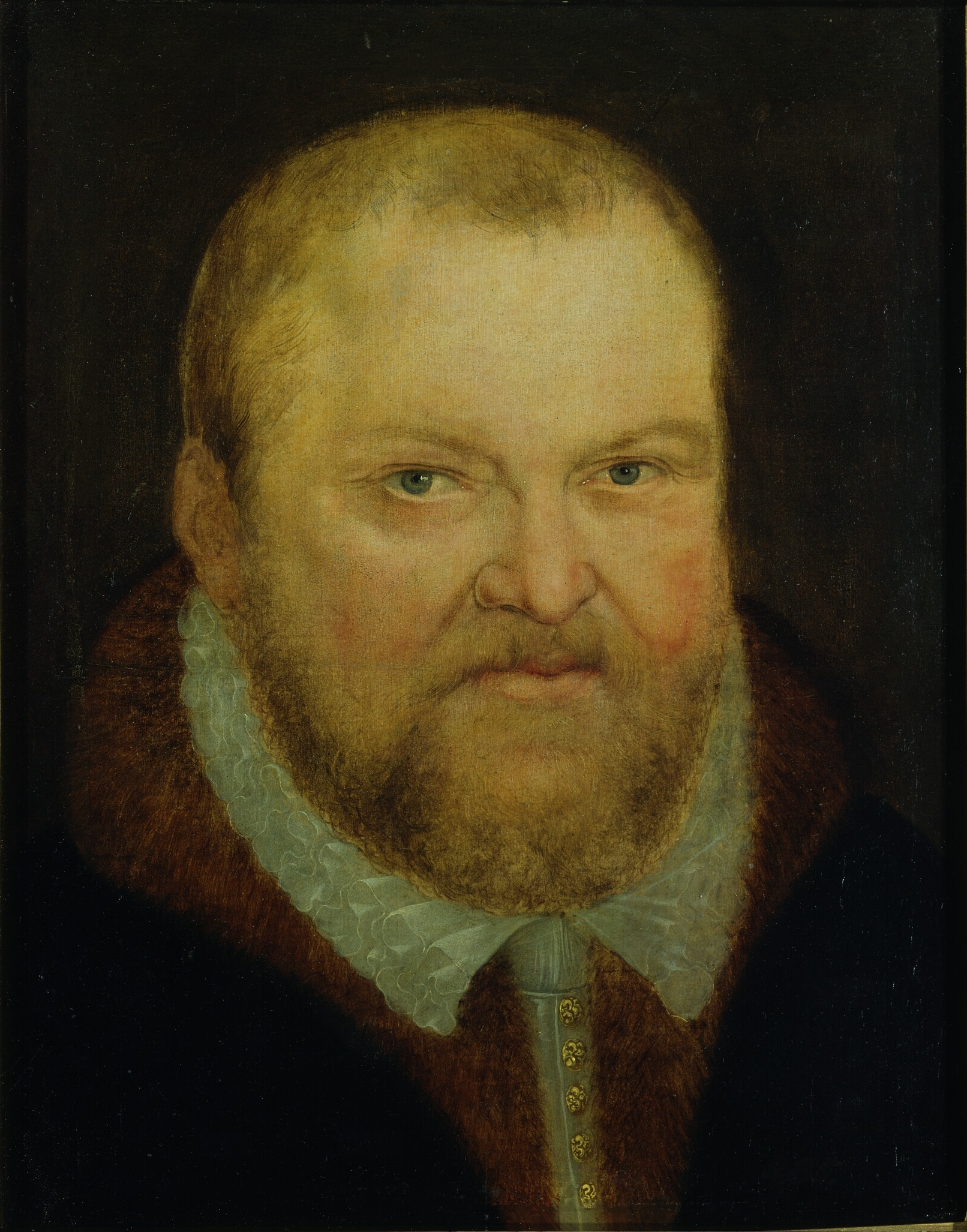
Kurfürst August von Sachsen

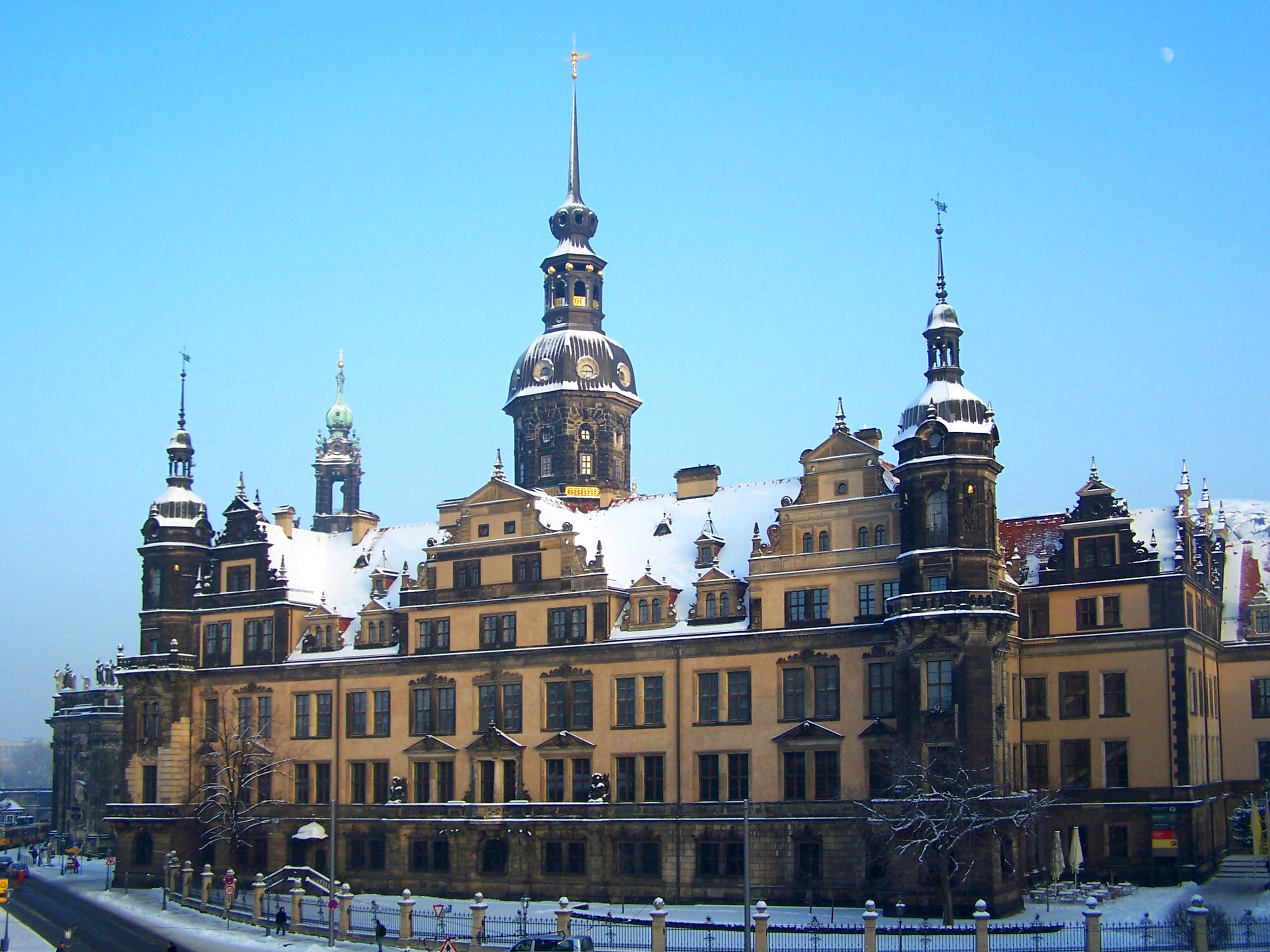
Im Dresdner Schloss wurde 1568 der Vergleich geschlossen

Kurfürst August in Sachsen hatte die Funktion des kaiserlichen Kommissars zur Regulierung des Kreditwesens der Grafen zu Stolberg erhalten und legte den 28. April 1568 als Termin für einen beiderseitigen Vergleich fest. Die beiden gräflichen Brüder Heinrich (1509–1572) und Albrecht Georg (1516–1587) und die zwei Vertreter des verhinderten Grafen Ludwig reisten deshalb nach Dresden. Sie kannten den Kurfürsten bereits persönlich, da Graf Albrecht Georg 1557 an der Taufe des sechsten Kindes des Kurfürsten persönlich teilgenommen hatte. Im Vorfeld des Gespräches mit den Stolbergern hatte sich Kurfürst August eingehend vom damaligen Amtsschösser von Sangerhausen beraten. Bereits vor Verhandlungsbeginn stand für ihn fest, dass er nicht als Lehnsherr oder kaiserlicher Kommissar, sondern als Landesfürst den Stolbergern gegenübertreten wollte. So kam es zu zähen Verhandlungen, deren Ergebnis der schriftliche Dresdner Vergleich vom 12. Mai 1568 war. Der wichtigste Punkt dieses Vertrages, der in späteren Jahrzehnten immer wieder herangezogen wurde, war, dass in den kursächsischen Lehnsämtern der Grafschaft Stolberg die Hälfte der Land- und Tranksteuern und des Zehnt für Gold und Silber an Kursachsen abgeliefert werden musste. Ferner ist bedeutsam, dass das an Kursachsen verpfändet gewesene Amt Roßla gegen entsprechende Versicherungen wieder an die Grafen zu Stolberg übertragen werden sollte. Zu einer Einlösung des Amtes kam es jedoch in den darauffolgenden Jahren nicht. So sah sich Kurfürst August von Sachsen gezwungen, 1575 und 1586 die Zahlung der auf dem Amt Roßla haftenden Schulden, insbesondere aber der fälligen Zinsen, anzumahnen. Zu einer Auslösung des Pfandes sahen sich die Stolberger Grafen zum damaligen Zeitpunkt finanziell nicht im Stande.
Die Grafen Albrecht Georg und Wolf Ernst zu Stolberg (1546–1606) unterzeichneten die von August von Sachsen initiierte Konkordienformel von 1577 und das Konkordienbuch von 1580.

## Gefangennahme der regierenden Grafen 1585

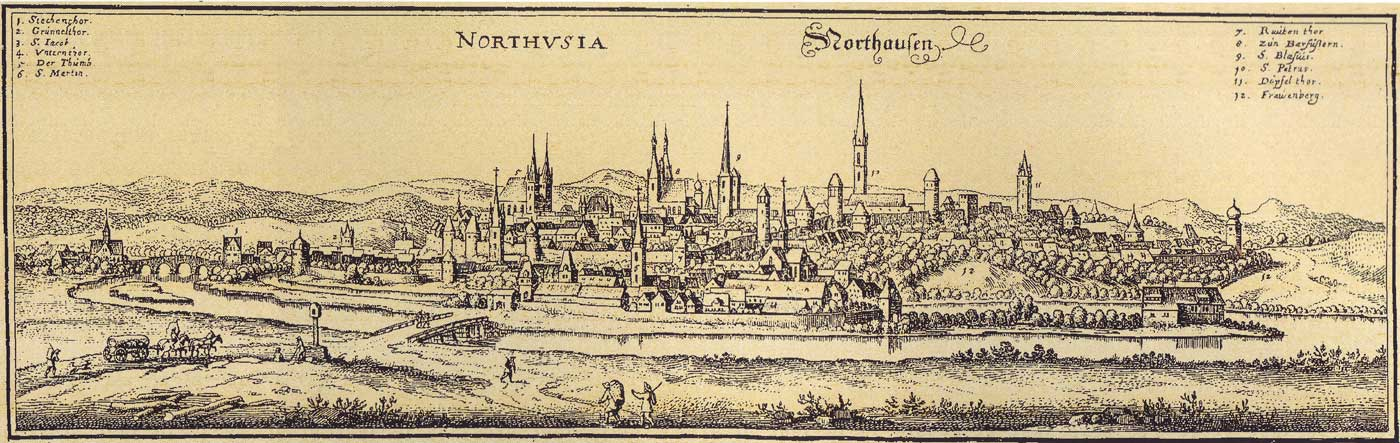
Konkurrenz in der Nachbarschaft: Reichsstadt Nordhausen

Mit aktiver Unterstützung des Rats der freien Reichsstadt Nordhausen wurden die Grafen Albrecht Georg und Wolf Ernst zu Stolberg im Januar 1585 in Quedlinburg gefangen genommen und auf die Burg Hohnstein verschleppt, wo sie mehrere Wochen in Haft bleiben mussten.

## Mediatisierung der Grafschaft im 18. Jahrhundert

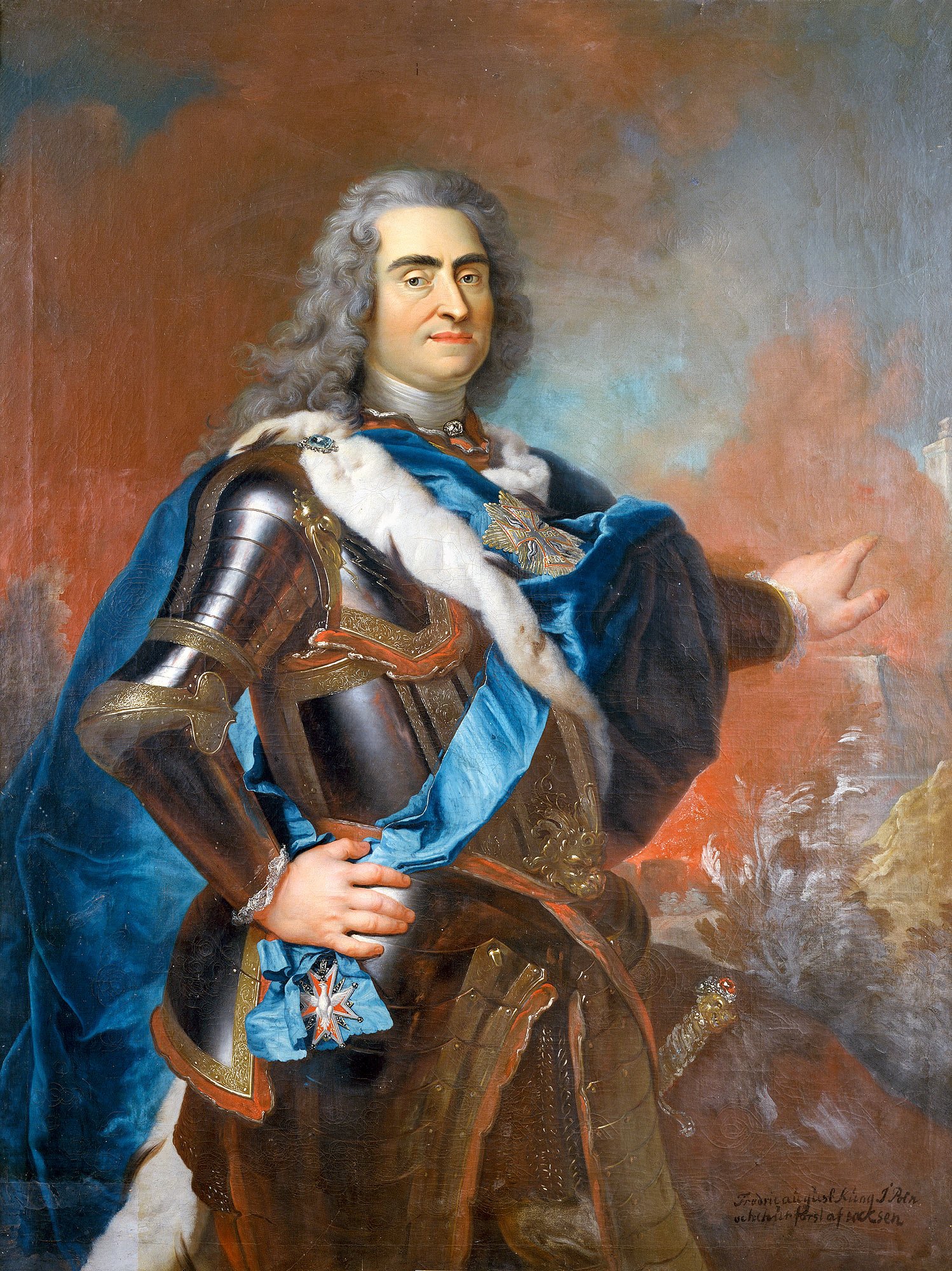
August der Starke ließ die Grafschaft mediatisieren

Aufgrund einer fehlenden Primogeniturordnung kam es am 19. Juli 1706 durch innerfamiliäre Streitigkeiten zum Abschluss eines Hauptteilungsrezessees zwischen den Linien Stolberg-Stolberg und Stolberg-Roßla, dem am 18. Oktober 1707 noch ein Erklärungsrezess wegen der am 19. Juli 1706 noch zweifelhaft gebliebenen Sätze der strittig gebliebenen Stücke folgte. Nach weiteren internen Auseinandersetzungen insbesondere um das Amt Hohnstein wurde diese Teilung 1719 nochmals modifiziert. So entstanden die beiden verschiedenen Herrschaftsbereiche der Grafen zu Stolberg-Stolberg und zu Stolberg-Roßla, die trotz Widerspruch des sächsischen Oberlehnsherren auch als Grafschaften Stolberg-Stolberg und Stolberg-Roßla bezeichnet worden sind.
Da Graf Christoph Friedrich zu Stolberg-Stolberg beim Kurfürsten Friedrich August I. von Sachsen, genannt der Starke, durch eine Klage beim Kaiser gegen seine Person in Ungnade gefallen war, beschloss dieser mit aller Schärfe gegen den Stolberger Grafen vorzugehen. Dazu brauchte er zunächst einen Anlass, der bald gefunden war, als Christoph Friedrich Probleme damit hatte, einen „langen Kerl“ für die prinzliche Leibgarde zu stellen.
Die Situation eskalierte, als am 29. Juli 1730 etwa 170 kursächsische Dragoner in Stolberg einmarschierten, die Schlosstore aufsprengten und Schloss und Stadt besetzten. Der gräfliche Kanzleidirektor wurde verhaftet und als Geisel nach Dresden mitgenommen. Die Besatzungstruppen zogen erst ab, als sich Graf Christoph Friedrich zu Stolberg-Stolberg bereiterklärte, einen Unterwerfungserklärung zu unterschreiben, was am 11. August 1730 erfolgte. In diesem Schriftstück erkannte der Graf die kursächsische Landesobrigkeit und die damit verbundenen Befugnisse des Kurfürsten auch in den kurmainzischen Lehen, also in Amt und Stadt Stolberg, an. Damit kam Friedrich August I. einem Urteil des Reichshofrates in Wien zuvor. Die Klage des Stolberger Grafen gegen Kursachsen war mit der vom Stolberger Grafen unterzeichneten Unterwerfungserklärung hinfällig geworden. Damit der Prozess vor dem Reichshofrat nicht fortgesetzt werden konnte, wurde von kursächsischer Seite ein Vergleich mit dem Stolberger Grafen angestrebt.

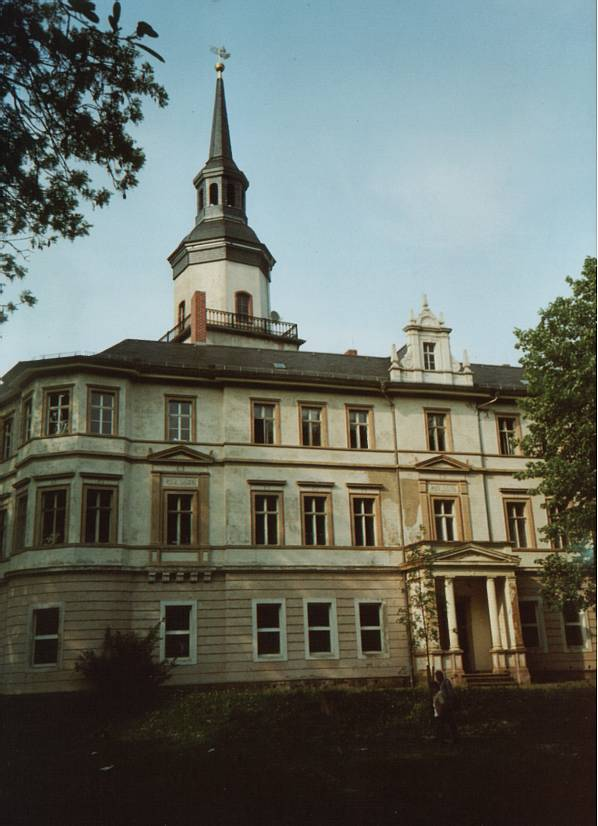
Schloss Roßla

Nachdem der Vertreter der Linie Stolberg-Stolberg mit offener Gewalt von Kursachsen in die Knie gezwungen wurde, sollte nun auch das Oberhaupt der Linie Stolberg-Roßla folgen. Als Graf Jost Christian zu Stolberg-Roßla im September 1731 am Dresdner Hof weilte, um die wichtige Mitbelehnung mit den schwarzburgischen Ämtern gemäß dem Erbvertrag von 1433 zu erhalten, wurde die Ausstellung des Lehnbriefes ein Vierteljahr verweigert. Erst nachdem er am 12. Dezember 1731 ebenfalls eine Unterwerfungserklärung unter die Lehnshoheit Kursachsens unterschrieb, erhielt er die verlangte Mitbelehnung.
Nach langen Diskussionen führte Graf Christoph Friedrich zu Stolberg-Stolberg am 13. Mai 1737 für seine Linie die Primogenitur ein mit Hinweis auf die Tatsache, dass weitere Teilungen des Besitzes das Ansehen des Hauses schwächen würde. Die männlichen Geschwister des regierenden Grafen bekamen jährlich als Apanage die Summe von 2300 Reichstalern aus den Einkünften seiner Besitzungen ausgezahlt. Um die volle rechtliche Anerkennung dieser Primogeniturordnung zu erwirken, hätte der Konsens der Lehnsherren eingeholt werden müssen. Graf Christoph Friedrich tat dies jedoch weder bei Kursachsen, noch bei Kurmainz, sondern bat den nach seiner Meinung einflussreichsten seiner Lehnsherren, König Georg II. von Großbritannien als Oberlehnsherr der Stammgrafschaft Hohnstein, um seine Zustimmung, die dieser am 27. Oktober bzw. 7. November 1738 erteilte.
Dem Vorbild des Erlasses einer Primogeniturordnung folgte Graf Christian Ernst zu Stolberg-Wernigerode am 21. Mai 1738. Am 19. September legte Graf Jost Christian zu Stolberg-Roßla in seinen Testament für die Linie Stolberg-Roßla die Primogeniturordnung fest. Nachdem dieses Testament nach seinem Tod am 20. Juli 1739 publiziert wurde, bekannten sich seine Söhne, darunter Friedrich Botho und Jost Christian, am 31. August 1739 zur Primogenitur. Der Konsens des Kurfürsten Friedrich August II. von Sachsen dazu wurde erst mehr als 12 Jahre später erteilt, nachdem sich das gegenseitige Verhältnis wieder etwas stabilisiert hatte.

## Sequestration der Grafschaft und Übergang an das Königreich Preußen

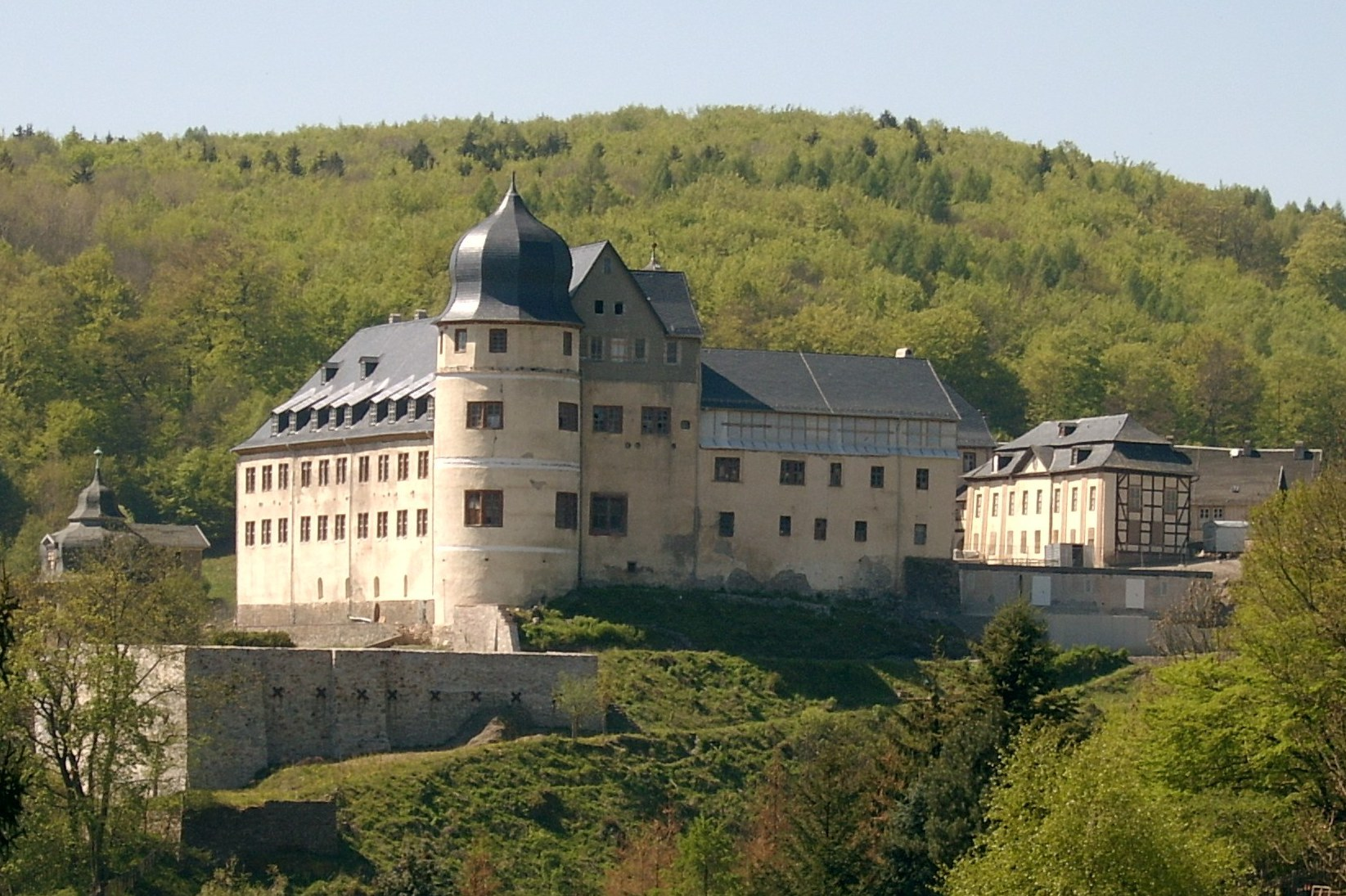
Schloss Stolberg

Nach jahrelanger Distanz der Stolberger vom Dresdner Hof war Graf Wilhelm zu Stolberg-Roßla der erste Graf, der wieder in kursächsische Hofdienste trat, in dem er 1769 Kammerherr in Dresden und im darauffolgenden Jahr kursächsischer Hof- und Justizrat wurde. Bis 1778 weilte Graf Wilhelm am sächsischen Hof und nahm sich dort den regierenden jungen Kurfürsten Friedrich August III. zum Vorbild, ein Herrscher von unerschütterlicher Rechtlichkeit, ungeheuchelter Religiosität und aufrichtiger Liebe für sein Volk, der seinen Pflichten mit pünktlichster Ordnung gewissenhaft nachzukommen suchte. Wilhelm erlebte, wie 1768 nach dem Tod seines Vaters Friedrich Botho sein älterer Bruder Friedrich die Regierung in den stark verschuldeten gräflichen Besitzungen übernahm und dieses Amt wenig gewissenhaft ausübte. Wilhelm befürchtete eine Sequestration der Grafschaft und übergab seinem Bruder 1775 eine Denkschrift, in der er ihm Mittel und Wege zeigte, um die Finanzkrise erfolgreich zu bewältigen. Seine Unterstützungsbemühungen blieben jedoch erfolglos.

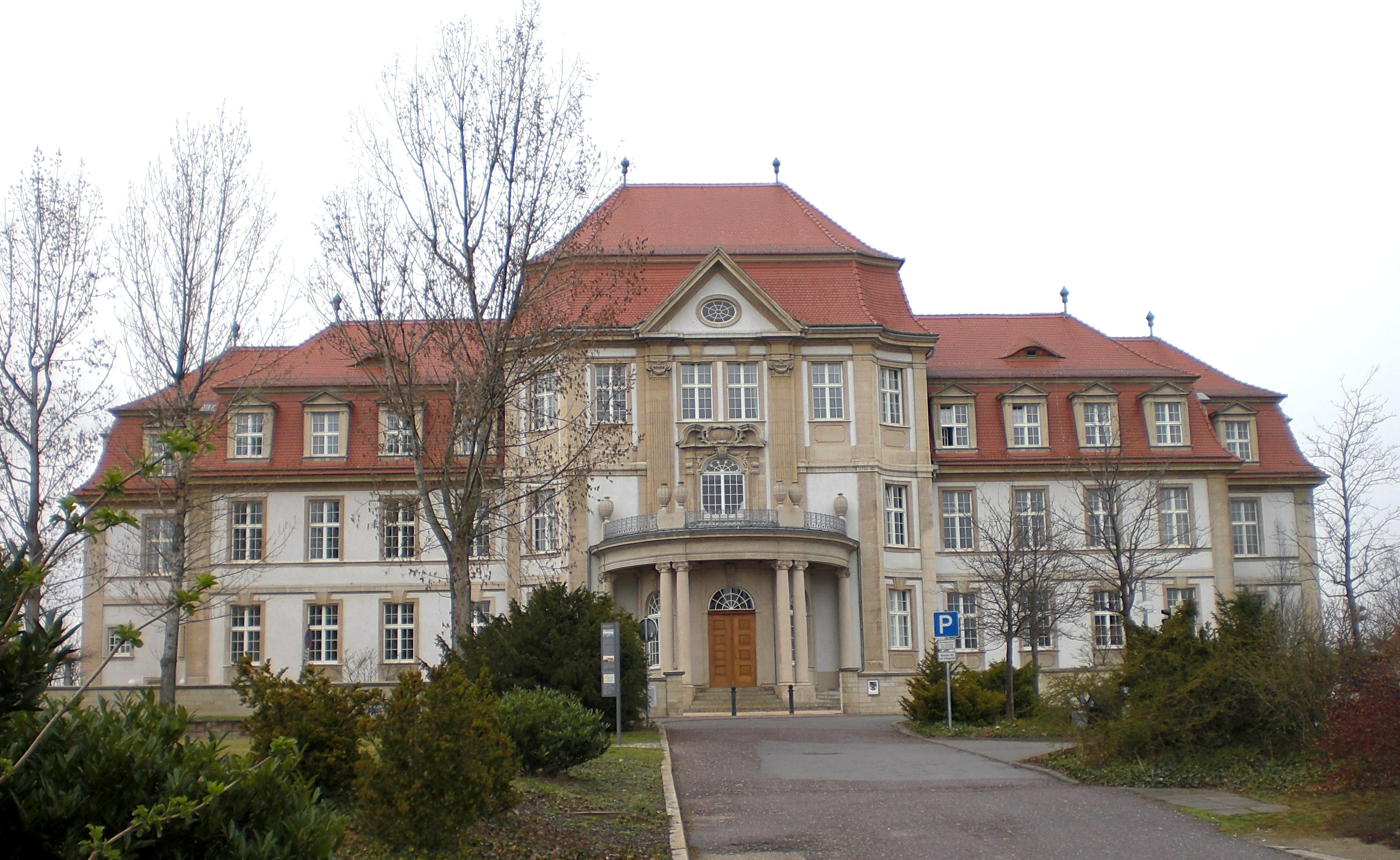
Das Oberlandesgericht Naumburg hob 1821 die Sequestration auf

Zuerst geriet 1777 die benachbarte Grafschaft Stolberg-Stolberg in Konkurs. Dort war Graf Christoph Ludwig II. 1761 gestorben, der für seine Linie erreicht hatte, dass ihnen 1755 ein Viertel des früheren stolbergischen Anteils an den Rochefortischen Graf- und Herrschaften in einem Vergleich mit dem Fürstenhaus Löwenstein-Wertheim zugesprochen worden war. Mitten in dem auch die stolbergischen Grafschaften schwer belastenden Siebenjährigen Krieg übernahm dessen Sohn Karl Ludwig die Regierung in Stolberg. Während seiner 50-jährigen Regierungszeit kämpfte dieser vergeblich darum, die durch die Aus- und Nachwirkungen des Krieges stark beeinträchtigte Vermögenslage wieder zu stabilisieren. Er provozierte die Eröffnung des Konkurses über die Grafschaft Stolberg, zu dem es 1777 kam.
Um eine Sequestration der Grafschaft Stolberg-Roßla zu verhindern, erreichte Graf Wilhelm mit Zustimmung der Hauptgläubiger, dass ihn der Kurfürst von Sachsen 1778 als „Administrator in vim sequestri der Grafschaft Stolberg samt Zubehörungen“ einsetzte. Er erhielt die Aufgabe, dass er „alles, was den wesentlichen Verfassungen der Grafschaft gemäß zu beobachten sei, ohne darüber besonders anzufragen, besorgen und anordnen solle“. Doch konnte Wilhelm die Sequestration nicht verhindern. Erst 1821 wurde die Sequestration für die stolbergischen Südharzgrafschaften durch ein Dekret des preußischen Oberlandesgerichts Naumburg aufgehoben.
Als Grafen verloren die Stolberger mit der Auflösung des Alten Reiches 1806 die ihnen bis dahin noch verbliebene Reichsunmittelbarkeit. Nach dem Wiener Kongress ging die Grafschaft Stolberg, die sich 1706 in die beiden Teilgrafschaften Stolberg-Stolberg und Stolberg-Roßla aufgespaltet hatte, im Königreich Preußen auf und wurde in den Kreis Sangerhausen der preußischen Provinz Sachsen integriert.
Eine Tochter einer illegitimen Tochter des Preußenkönigs Friedrich Wilhelm II. war Gräfin Louise zu Stolberg-Stolberg. Die begeisterte Anhängerin des preußischen Königtums übernahm nach dem Tod des Erbgrafen Joseph von Stolberg-Stolberg 1839 die Vormundschaft und Verwaltung der Grafschaft Stolberg-Stolberg und publizierte Huldigungsgedichte an Friedrich Wilhelm IV.

## Territorialstruktur
Die erste ausführliche Beschreibung der Grenzen der Grafschaft Stolberg stammt von 1357. Der damalige Grenzverlauf war folgender: Der am Großen Auerberg (Josephshöhe) entspringende Krummschlachtbach bildete die natürliche Abgrenzung nach Osten bis hinunter zur Mündung in die Thyra südlich von Rottleberode. Die nördliche Grenze war der Verlauf des Sprachenbaches bis zu dessen Einmündung in die Schmale Lude. Von dort ging es aufwärts und über den sogenannten Hengstrücken in westliche Richtung hinunter in das Tal der Großen Lude, dem in südlicher Richtung gefolgt wurde. Die Grenze verließ das Ludetal bei der Einmündung des Graubaches und führte hinauf zur Wegscheide zwischen dem später wüst gewordenen Siedlungen Schmiedehausen und Bischofshain (auch Bischofshagen). Im Ronnetal verlief die Grenze abwärts, heraus aus dem Harzwald bis an die Feldflur vor Stempeda. An dem zwischen diesem Ort und Rodishain gelegenen Rödersee (Rittersee) und dem damals bereits wüsten Dorf Elbingen vorbei, führte die Grenze in den später Alter Stolberg genannten Höhenzug, an den Feldern der beiden Siedlungen Ammelsee und Trockenbach vorbei bis zur Heimkehle und von dort bis an die Thyra, wo sich der Kreis schloss. Dieses Gebiet bildete über mehrere Jahrhunderte die Grafschaft Stolberg im engeren Sinne, zu der alle innerhalb der genannten Grenzen gelegenen Siedlungen und bergmännischen Anlagen gehörten. Dazu zählten als Hauptort die sich unmittelbar am Fuße der Burg Stolberg entwickelnde gleichnamige Siedlung, der wahrscheinlich bereits vor 1300 von den Grafen das Stadtrecht verliehen worden war, ferner das um einen früheren Reichshof entstandene Rottleberode und die späteren Wüstungen Bischofshain und Hunsdorf. Erst im ausgehenden 14. Jahrhundert kamen die dörflichen Ansiedlungen Rodishain und Stempeda zur Grafschaft Stolberg.
Eine zeitgenössische Übersicht über die Bestandteile der beiden Stolberger Territorien im Südharz ist im Verzeichniß der Ortschaften im Bezirke der Regierung zu Merseburg enthalten, das 1819 in Druck erschien.

### Grafschaft Stolberg-Stolberg
Demnach gliederte sich die Grafschaft Stolberg-Stolberg bis 1815 in die beiden sächsischen Ämter Stolberg und Hayn.

#### Amt Stolberg
Zum Amt Stolberg gehörten:
- Schloss Stolberg

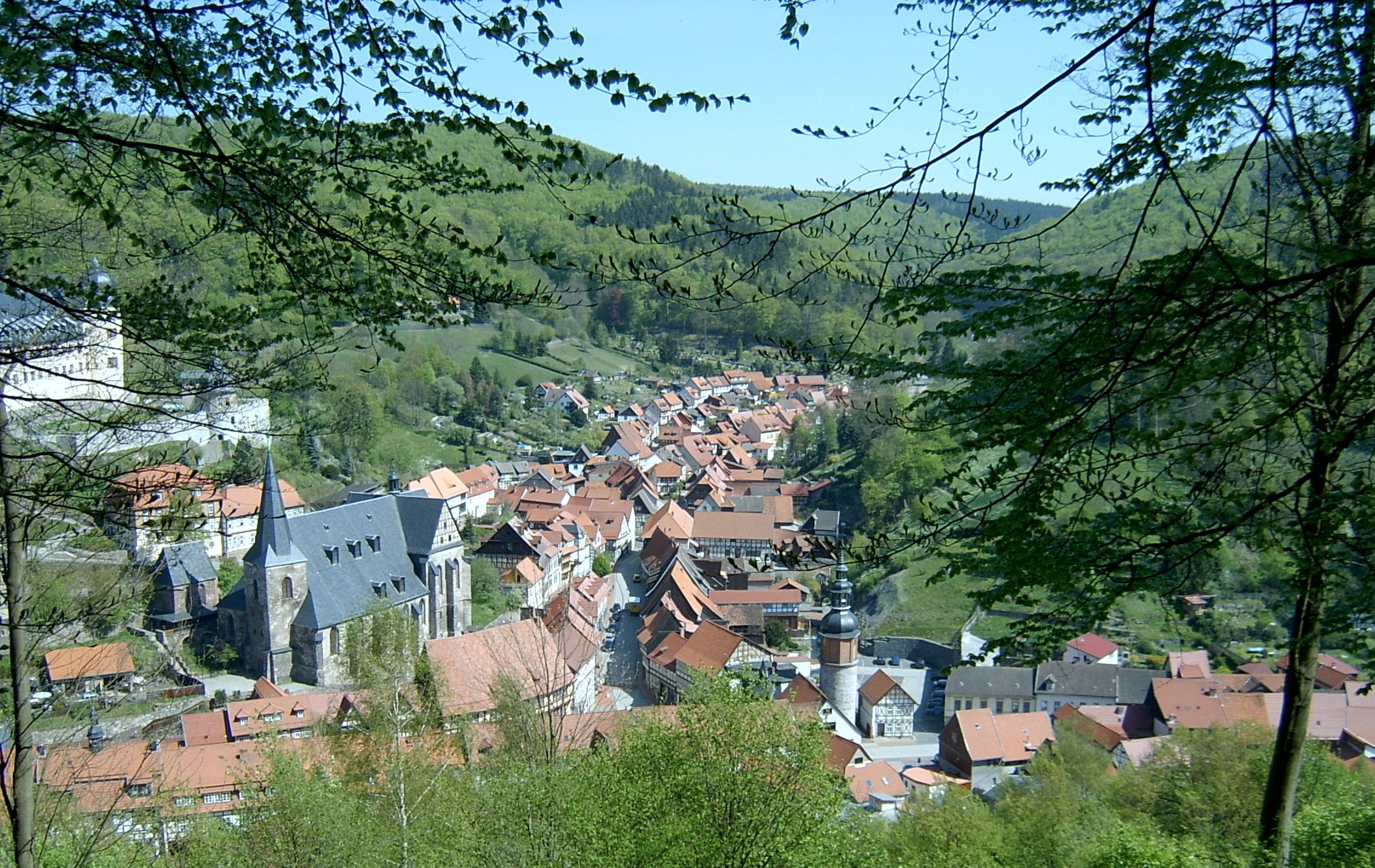
Stadt Stolberg

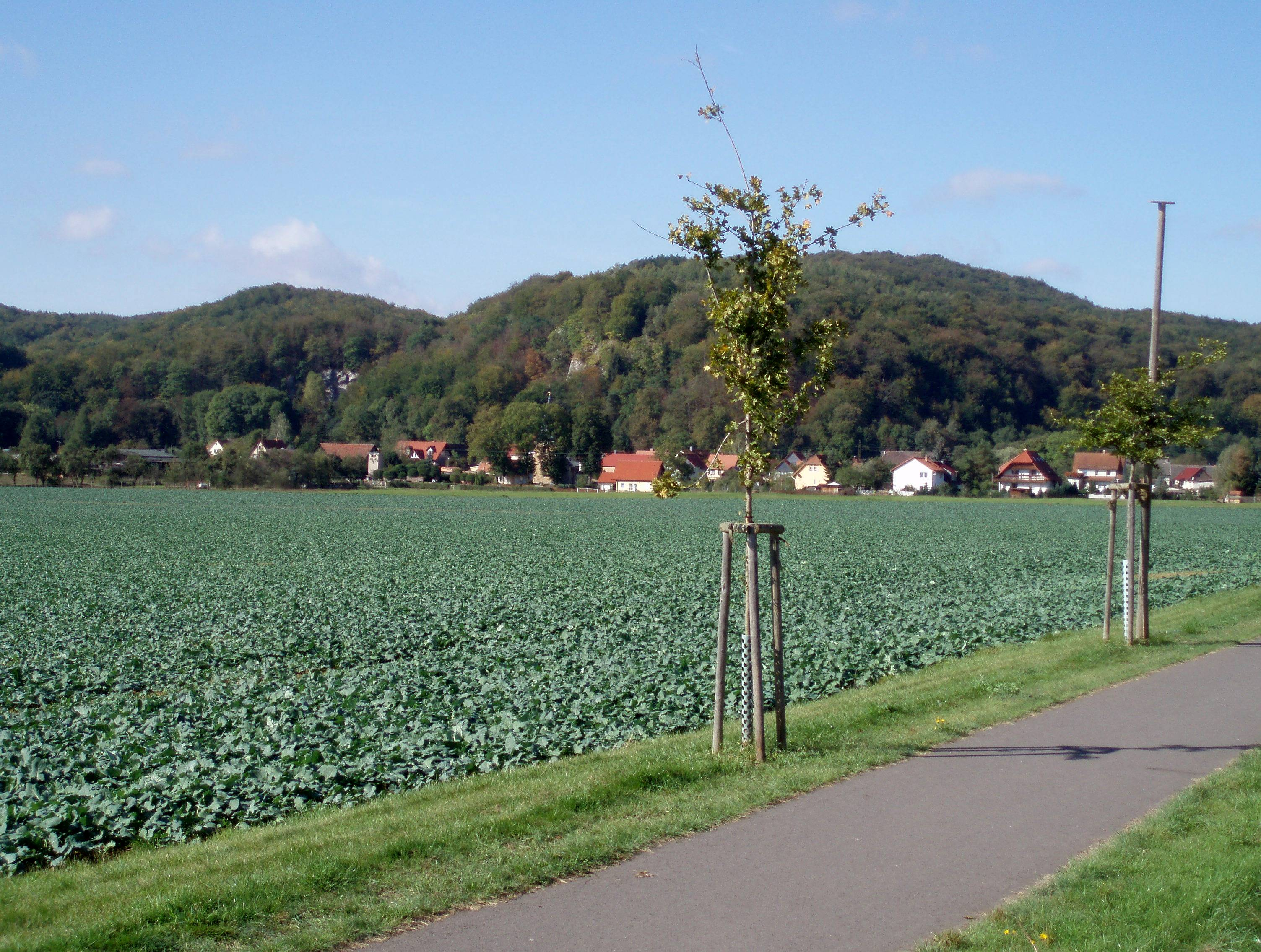
Stempeda am Alten Stolberg

  - gräfliches Schloss, drei Gebäude mit 45 Einwohnern
- Stadt Stolberg (Harz)
  - innerhalb der Stadt 364 Häuser mit 2063 Einwohnern
  - außerhalb der Stadt oder mit Sonderrechten 30 Häuser mit 178 Einwohnern
- Rottleberode
  - Amtsdorf, 119 Häuser, 662 Einwohner
- Rodishain
  - Amtsdorf, 53 Häuser, 280 Einwohner
- Stempeda
  - Amtsdorf, 48 Häuser, 270 Einwohner

#### Amt Hayn
Zum Amt Hayn gehörten:
- Hayn

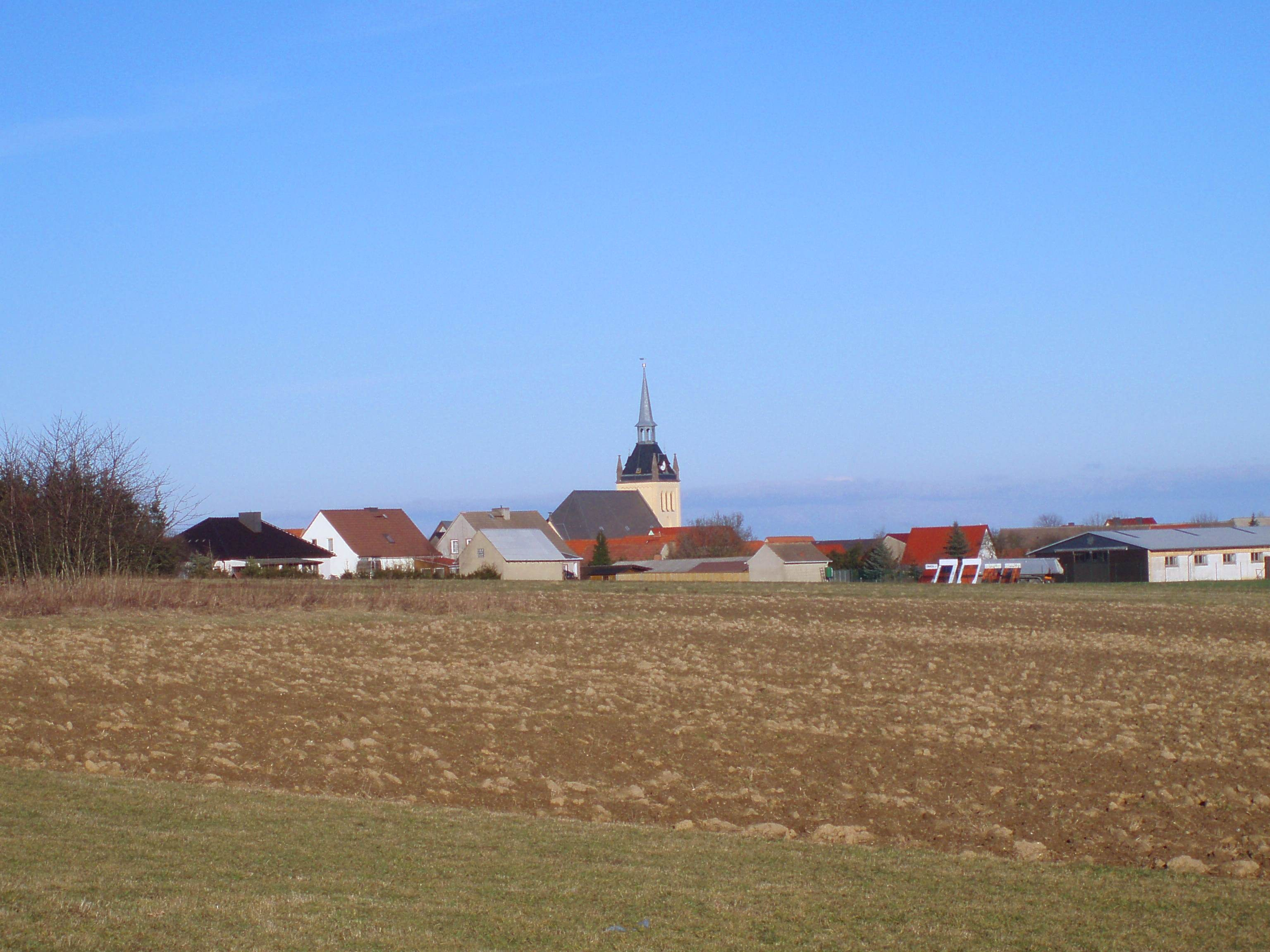
Hayn (Harz)

  - Amtsdorf, 107 Häuser, 611 Einwohner
- Straßberg
  - Amtsdorf, 139 Häuser, 818 Einwohner
- Schwenda
  - Amtsdorf, 110 Häuser, 597 Einwohner

### Grafschaft Stolberg-Roßla
Die Grafschaft Stolberg-Roßla war wesentlich differenzierter untergliedert als die benachbarte Grafschaft Stolberg-Stolberg. Sie setzte sich aus den Ämtern Roßla, Questenberg, Uftrungen, Wolfsberg und Ebersburg zusammen.

#### Amt Roßla
Zum Amt Roßla gehörten:
- Roßla

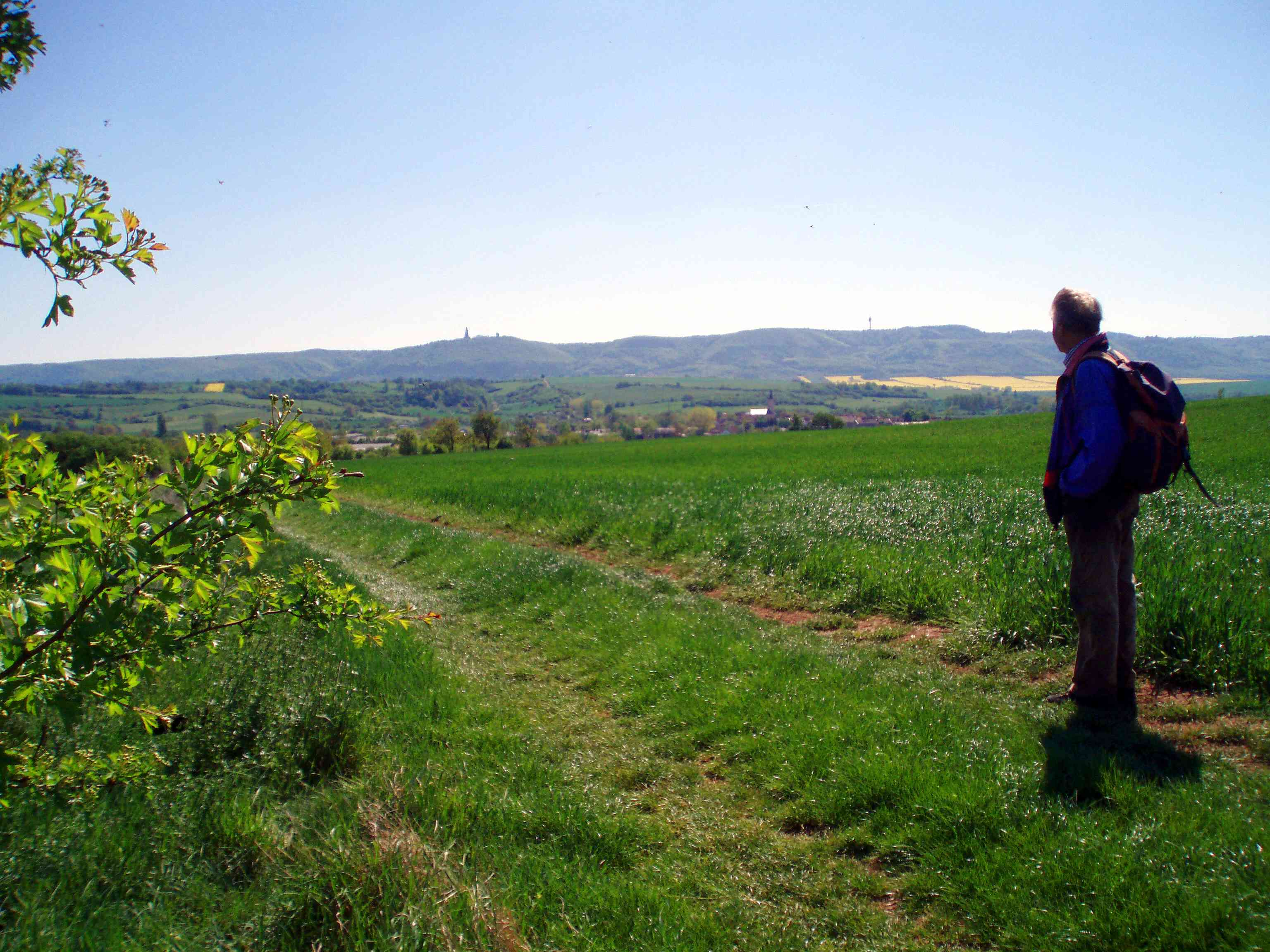
Bennungen

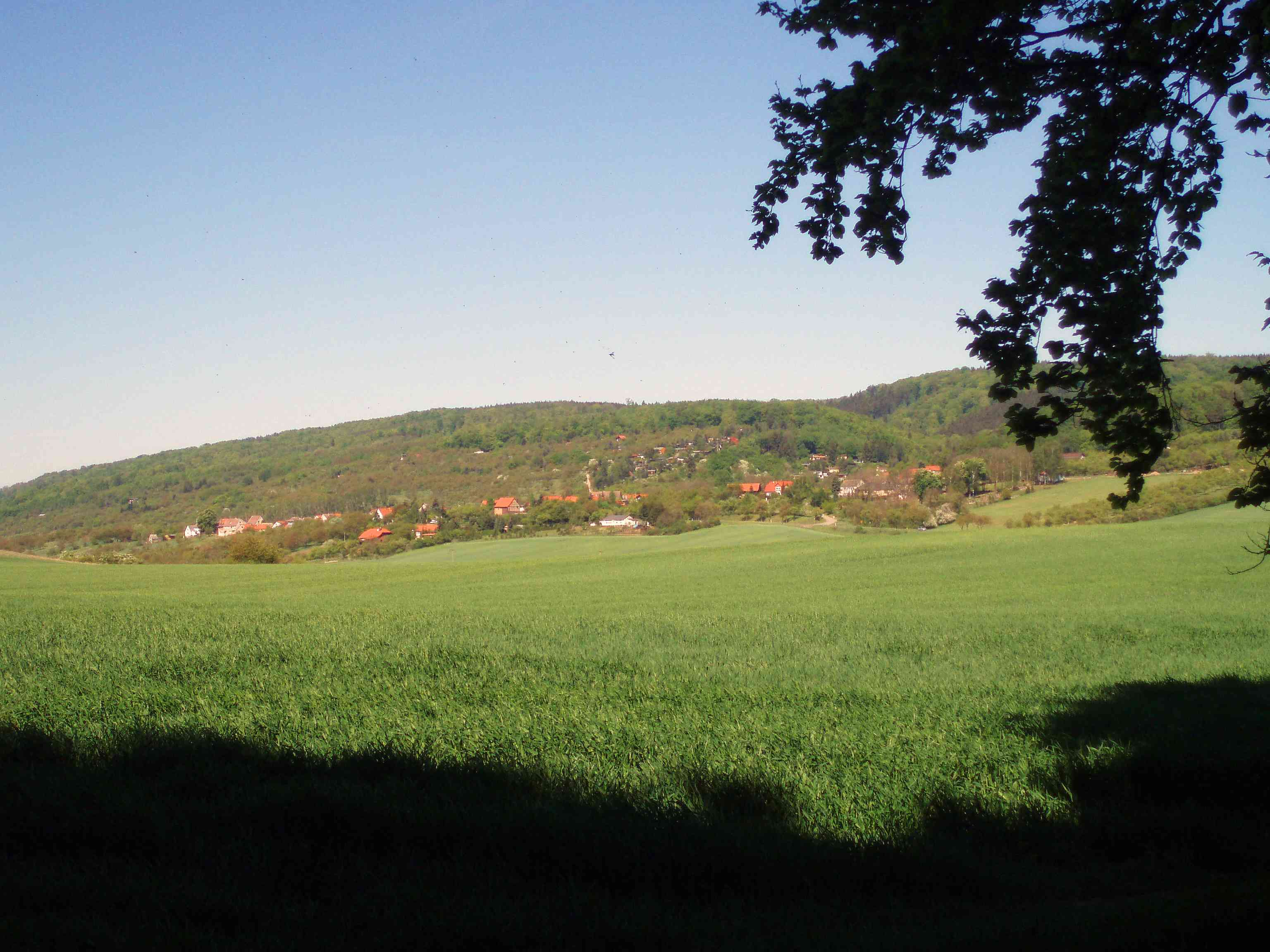
Breitungen

  - Amtsdorf mit 194 Häusern (inklusive der Hornissenmühle) und 1173 Einwohnern
- Bennungen
  - Amtsdorf mit 164 Häusern (inklusive Eisenhammer, Gottschalcks- und Feldmühle) und 835 Einwohnern
- Dittichenrode
  - Amtsdorf mit 50 Häusern (inklusive Kalkmühle) und 242 Einwohnern
- Breitungen
  - Amtsdorf mit 115 Häusern (inklusive Ziegelhütte, Zechenhaus und Neue Mühle) und 665 Einwohnern
- Rosperwenda
  - Amtsdorf mit 73 Häusern und 368 Einwohnern

#### Amt Questenberg
Zum Amt Questenberg gehörten:
- Questenberg

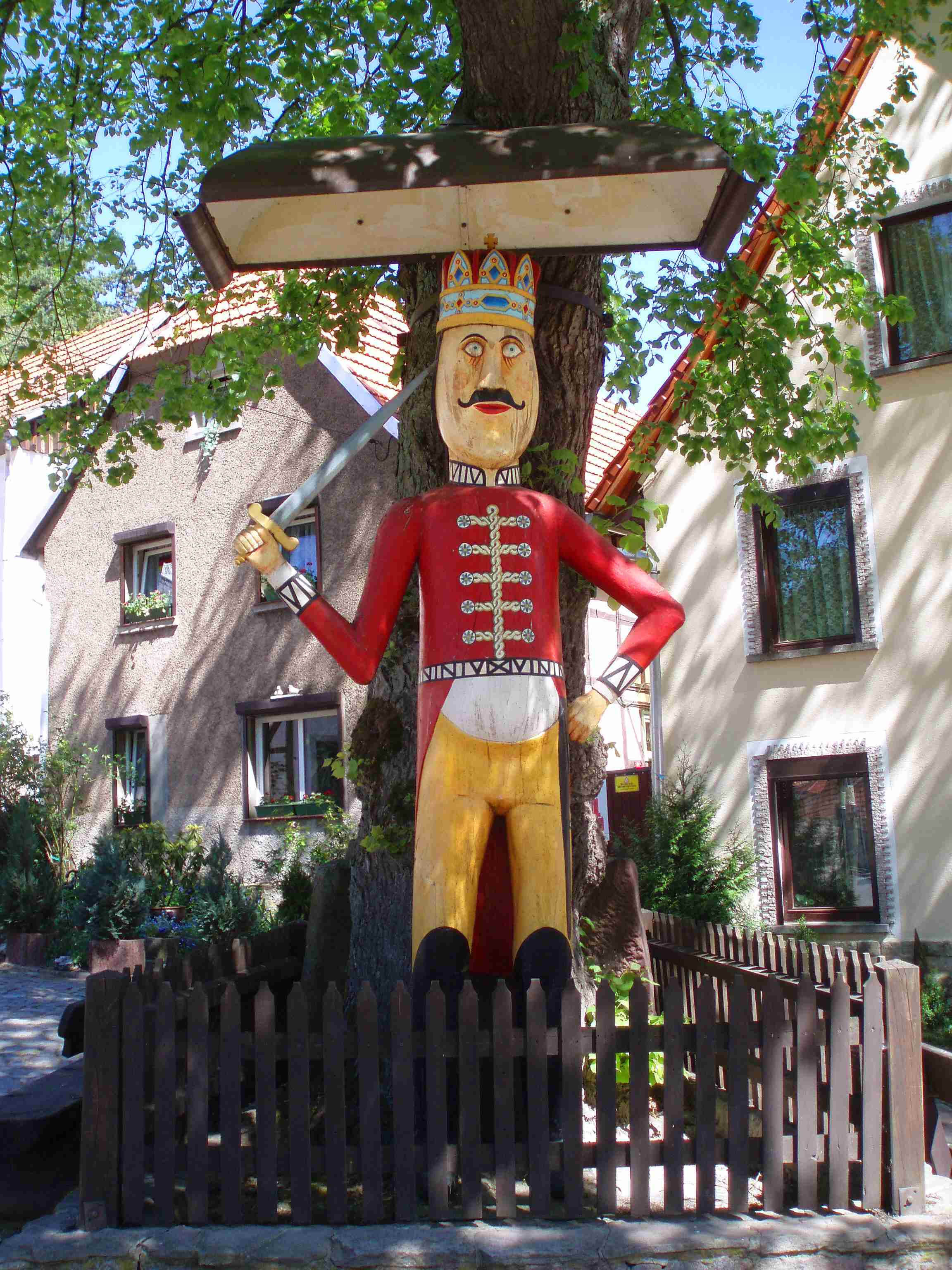
Roland in Questenberg

  - Amtsdorf mit wüsten Schloss, 68 Häuser, 343 Einwohner
- Hainrode
  - Amtsdorf, 109 Häuser (mit Kalkmühle), 449 Einwohner
- Wickerode
  - Amtsdorf, 77 Häuser (mit Kupferhütte), 321 Einwohner
- Kleinleinungen
  - Amtsdorf, 42 Häuser, 192 Einwohner
- Drebsdorf
  - Amtsdorf, 43 Häuser (mit Mühle, Ankenbergsmühle und Untermühle), 186 Einwohner

#### Amt Uftrungen
Zum Amt Uftrungen gehörten:
- Uftrungen
- Dietersdorf

#### Amt Wolfsberg
Zum Amt Wolfsberg gehörten:
- Wolfsberg
- Breitenbach

#### Amt Ebersburg
Zum Amt Ebersburg gehörten:
- Herrmannsacker
- Breitenstein

Diese Aufstellung zeigt, dass es sich bei beiden Grafschaften um Kleinstgebilde gehandelt hat. Während die Grafschaft Stolberg-Stolberg 5.524 Einwohner und 617 Häuser umfasste, lebten in der größeren Grafschaft Stolberg-Roßla 9.260 Einwohner in 1476 Häusern.

### Die Ämter Kelbra und Heringen
Die Ämter Kelbra und Heringen in Nordthüringen waren zwischen 1419 und 1815 im gemeinschaftlichen Besitz der der Grafen von Schwarzburg (ab 1599 Schwarzburg-Rudolstadt) und Grafen zu Stolberg (ab 1706 Stolberg-Roßla) unter Lehnsoberherrschaft der albertinischen Wettiner (späteres Kurfürstentum Sachsen).
1554 bzw. 1592/93 ging der stolbergische Anteil der beiden Ämter pfandweise in den Besitz der Grafschaft Schwarzburg-Rudolstadt über.
Nach dem Schiedsspruch des dem Wiener Kongresses 1815 ging die Landeshoheit über die beiden Ämter von Sachsen an das Königreich Preußen. Durch den 1816 geschlossenen Staatsvertrag zwischen dem Königreich Preußen und dem Fürstentum Schwarzburg-Rudolstadt gingen alle stolbergischen und schwarzburgischen Rechte auf die Ämter Kelbra und Heringen auf Preußen über. Die beiden Ämter wurden dem Kreis Sangerhausen im Regierungsbezirk Merseburg der preußischen Provinz Sachsen angegliedert.
1836 erreichte der Graf von Stolberg–Stolberg die Übertragung des Amts Heringen von Preußen. Für das Amt Kelbra hatte der Graf von Stolberg-Roßla den Rückkauf der Anteile juristisch eingeklagt, sodass Preußen 1836 das Amt Kelbra den Grafen zu Stolberg-Roßla überließ. Preußen behielt jedoch die Landeshoheit über beide Ämter.

## Literatur

Chronik von Zeitfuchs